# PC Japan
『PCJapan』（ピーシージャパン）は、SBクリエイティブ（旧・ソフトバンククリエイティブ）が発行していた月刊のPC・IT情報誌である。基本的に毎月13日発行（ただし例外あり）。表記は『PCJapan』が正しく、PCとJapanの間にスペースはあけない。
米Ziff-Davis社のコンピュータ情報誌『PC Computing（PCC）」の日本語版として1996年11月13日に同年12月号として創刊、PCC本国版の日本語訳記事を始めとするテクニカル記事を中心に構成しており、特にハッカー（同誌では本来の意味での上級テクニカルユーザーという意味合いで使用）志向が強く、ネットワークセキュリティに関しても早期からアンダーグラウンドよりな面からも取り上げている。
その後PCC本国版の誌面大幅リニューアルに伴い現状の誌面を維持する為PCCとは別の方針をとることを決断、2000年5月号より現誌名に変更した。しかし表紙はPCCの日本語版として創刊されたことを受けて、創刊以来白人女性のモデルを起用していたが2007年12月号以降からは起用されなくなった。
2004年のYahoo! BBにおける個人情報漏洩事件に同誌に執筆していたフリーライターが関与している事が発覚、同年6月号をもって一時休刊となった。その後同年11月号より誌面内容やロゴ、編集体制等を見直して復刊している。
2009年12月7日、ソフトバンククリエイティブ（当時）の発表により2010年2月13日発売の同年3月号をもって休刊することになった。

編集長・高宮剛
編集者（途中退職者含む）・小川夏樹、今藤弘一、 栗岡孝、近藤真佐子、中村太麻美、吉田友和、川口直哉、高柳裕一、後藤健太郎（デザイナー）、磯修、松原